# Parc de l'Agulla
Parc de l'Agulla és un llac artificial on desemboca la Séquia de Manresa al nord de la capital del Bages, a la vora de la carretera de Santpedor. És un espai lúdic molt freqüentat pels manresans, sobretot els caps de setmana.
La presa del llac es va començar a construir el 1966 i va entrar en servei l'any 1974, després de ser revestit totalment amb lloses de formigó. Aprofitant l'estany, el 1977 es va construir al seu voltant el parc de l'Agulla, que s'inaugurà per les festes de la Llum. Va ser remodelat el 1986. Permet emmagatzemar uns 200.000 m³ d'aigua en una superfície de 64.000 m² i una fondària màxima de 4 metres. Assegura el subministrament als dipòsits de la ciutat durant sis o set dies.
Al parc hi ha plantades diverses espècies d'arbres i els monuments a la Séquia i al Gos, l'amic fidel, amb versos del poeta mexicà Amado Nervo, i la columna trencada dedicada a Josep Maria Vives i Llambí. Hi ha amplis espais de joc i gronxadors per a nens i nenes de diferents edats.
El nom prové del distribuïdor de l'aigua de la séquia, ja que en aquest lloc abans la séquia se separava en dos canals. Antigament s'utilitzava «agulla» per un canal o rec.